# Lincolns universitet

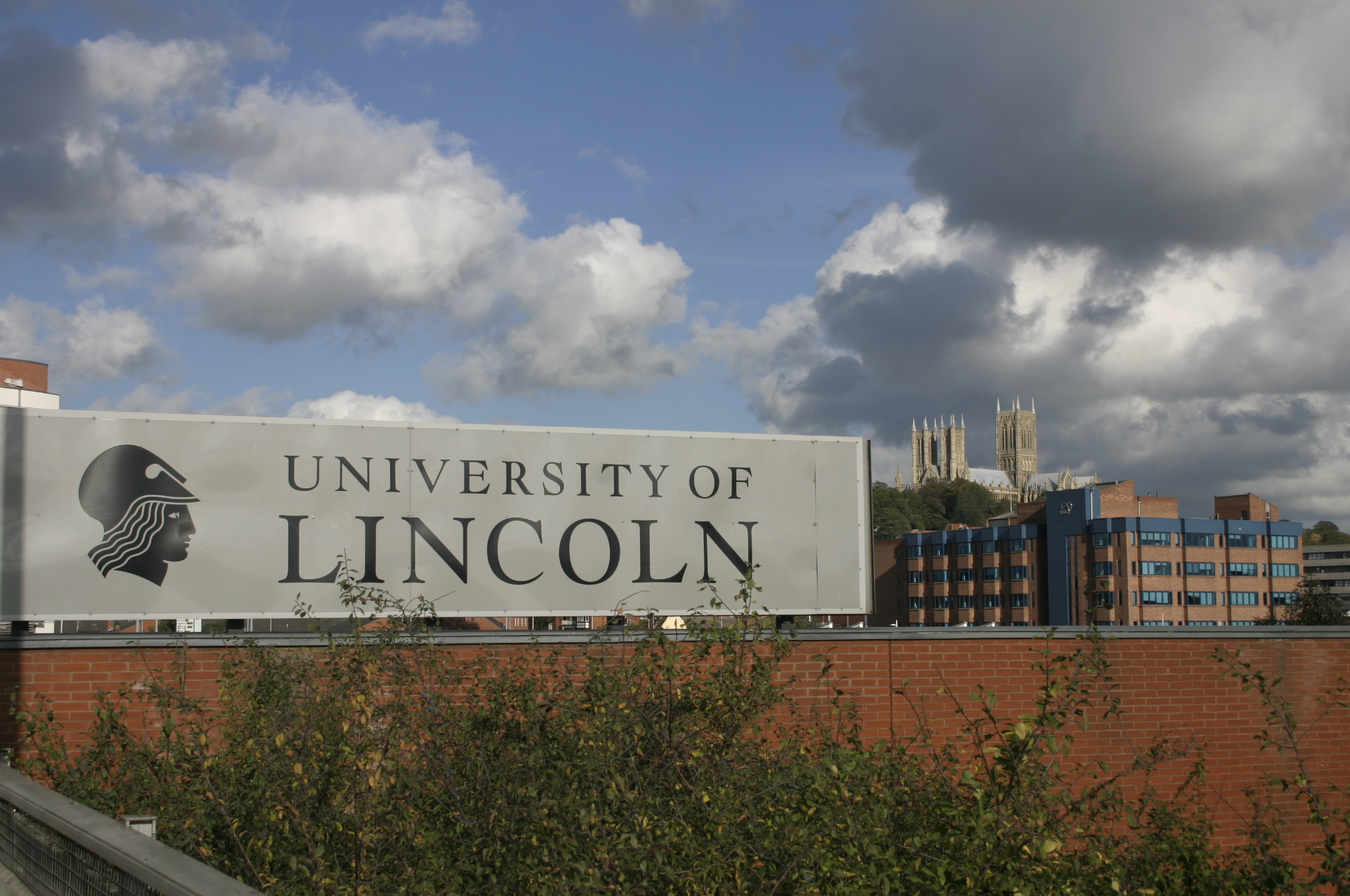
Skylt med universitetets logo.

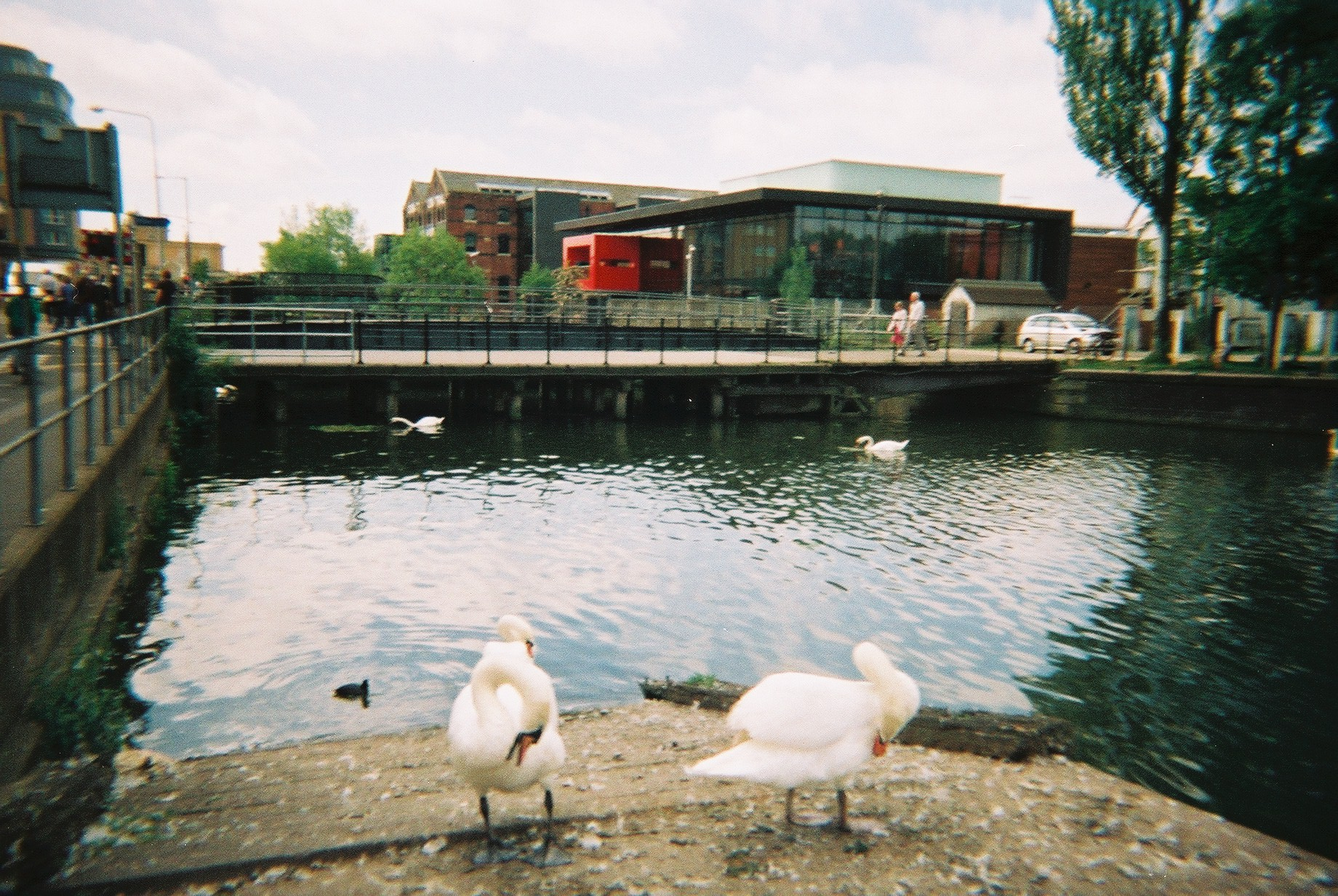

University of Lincoln är ett universitet grundat i Lincoln i Lincolnshire i Storbritannien. Antalet studenter vid universitetet, vilket är av campustyp, är ca 17.535.